# Aulacoserica alternans
Aulacoserica alternans är en skalbaggsart som beskrevs av Frey 1968. Aulacoserica alternans ingår i släktet Aulacoserica och familjen Melolonthidae. Inga underarter finns listade.